# Ниш (Русия)
 Тази статия е за селото в Русия.  За града в Сърбия вижте Ниш.  
Ниш (на руски: Ныш) е село на остров Сахалин в състава на Ногликски градски окръг (бивш Източно-сахалински район), Сахалинска област, Русия.
Намира се на брега на река Тим (на руски: Тымь), на 40 км от районния център селище от градски тип Ноглики. Има население от 678 души, от които 81 % са руснаци, според преброяването от 2002 г.
Селото е крупен транспортен възел, свързващ Северен Сахалин с централната част на острова. Там преминава железопътната линия Южносахалинск – Ноглики, като недалеч от селото е разположена железопътната гара Ниш.
Тя ще бъде крайната гара на острова, която ще се свърже чрез мост с крайната железопътна гара Селихино (Хабаровски край) в континенталната част на Русия по проекта „Сахалин - материк“. Строителството на моста се планира да започне към 2015 г.